# 安徽霍山经济开发区
安徽霍山经济开发区是位于中华人民共和国安徽省六安市霍山县东部的一个省级经济开发区，辖区以经济开发区之名列为霍山县的一个类似乡级单位。前身是霍山县生态工业园区。
开发区的成立时间可追溯至2002年。2005年时，安徽省人民政府将之升级为经济开发区。中共霍山县委、县政府将衡山镇的城东社区（设置于2004年）划归其管辖。2006年4月，升级为省级开发区。
现仅领城东社区，面积28平方公里，下设59个村民组，户籍人口7235人，常住人口14061人。城东社区东邻但家庙镇，南邻衡山镇。行政机关是安徽霍山经济开发区管委会。

## 行政区划
下辖以下地区：
城东社区。